# Estoril Open 2009 - Qualificazioni singolare femminile
Le qualificazioni del singolare femminile dell'Estoril Open 2009 sono state un torneo di tennis preliminare per accedere alla fase finale della manifestazione. I vincitori dell'ultimo turno sono entrati di diritto nel tabellone principale. In caso di ritiro di uno o più giocatori aventi diritto a questi sono subentrati i lucky loser, ossia i giocatori che hanno perso nell'ultimo turno ma che avevano una classifica più alta rispetto agli altri partecipanti che avevano comunque perso nel turno finale.
Le qualificazioni del Estoril Open  2009 prevedevano 32 partecipanti di cui 8 sono entrati nel tabellone principale.

## Teste di serie
1. Nastas'sja Jakimava (ultimo turno)
2. Michelle Larcher De Brito (Qualificata)
3. Chanelle Scheepers (ultimo turno)
4. Ekaterina Ivanova (Qualificata)

1. Vitalija D'jačenko (ultimo turno)
2. Julija Bejhel'zymer (primo turno)
3. Elena Bovina (Qualificata)
4. Kacjaryna Dzehalevič (Qualificata)

## Qualificati
1. Eva Fernández-Brugués
2. Kacjaryna Dzehalevič
3. Michelle Larcher De Brito
4. Elena Bovina

1. Arina Rodionova
2. Sharon Fichman
3. Ekaterina Ivanova
4. Sílvia Soler Espinosa

## Tabellone

### Legenda
| - Q = Qualificato - WC = Wild card - LL = Lucky loser | - ALT = Alternate - SE = Special Exempt - PR = Protected Ranking | - w/o = Walkover - r = Ritirato - d = Squalificato |

### Sezione 1
|  | Primo turno           | Primo turno           | Primo turno           | Primo turno | Primo turno |  |  | Ultimo turno | Ultimo turno          | Ultimo turno          | Ultimo turno | Ultimo turno |  |
|  |                       |                       |                       |             |             |  |  |              |                       |                       |              |              |  |
|  | 1                     | Nastas'sja Jakimava   | Nastas'sja Jakimava   | 6           | 6           |  |  |              |                       |                       |              |              |  |
|  |                       | Lina Stančiūtė        | Lina Stančiūtė        | 1           | 1           |  |  | 1            | Nastas'sja Jakimava   | Nastas'sja Jakimava   | 3            | 5            |  |
|  | Eva Fernández-Brugués | Eva Fernández-Brugués | Eva Fernández-Brugués | 6           | 3           |  |  |              | Eva Fernández-Brugués | Eva Fernández-Brugués | 6            | 7            |  |
|  | Violette Huck         | Violette Huck         | Violette Huck         | 1           | 0r          |  |  |              |                       |                       |              |              |  |

### Sezione 2
|  | Primo turno  | Primo turno          | Primo turno          | Primo turno | Primo turno |  |  | Ultimo turno | Ultimo turno         | Ultimo turno         | Ultimo turno | Ultimo turno |  |
|  |              |                      |                      |             |             |  |  |              |                      |                      |              |              |  |
|  | Yurika Sema  | Yurika Sema          | 7                    | 3           | 6           |  |  |              |                      |                      |              |              |  |
|  | Sun Tiantian | Sun Tiantian         | 63                   | 6           | 4           |  |  |              | Yurika Sema          | Yurika Sema          | 4            | 2            |  |
|  | 8            | Kacjaryna Dzehalevič | Kacjaryna Dzehalevič | 7           | 6           |  |  | 8            | Kacjaryna Dzehalevič | Kacjaryna Dzehalevič | 6            | 6            |  |
|  |              | Aurélie Védy         | Aurélie Védy         | 63          | 3           |  |  |              |                      |                      |              |              |  |

### Sezione 3
|  | Primo turno        | Primo turno               | Primo turno               | Primo turno | Primo turno |  |  | Ultimo turno | Ultimo turno              | Ultimo turno | Ultimo turno | Ultimo turno |  |
|  |                    |                           |                           |             |             |  |  |              |                           |              |              |              |  |
|  | 2                  | Michelle Larcher De Brito | Michelle Larcher De Brito | 6           | 6           |  |  |              |                           |              |              |              |  |
|  |                    | Rika Fujiwara             | Rika Fujiwara             | 2           | 2           |  |  | 2            | Michelle Larcher De Brito | 7            | 4            | 7            |  |
|  | Alexandra Dulgheru | Alexandra Dulgheru        | Alexandra Dulgheru        | 6           | 6           |  |  |              | Alexandra Dulgheru        | 68           | 6            | 5            |  |
|  | Ana Jovanović      | Ana Jovanović             | Ana Jovanović             | 2           | 1           |  |  |              |                           |              |              |              |  |

### Sezione 4
|  | Primo turno     | Primo turno         | Primo turno     | Primo turno | Primo turno |  |  | Ultimo turno | Ultimo turno    | Ultimo turno | Ultimo turno | Ultimo turno |  |
|  |                 |                     |                 |             |             |  |  |              |                 |              |              |              |  |
|  | Madison Brengle | Madison Brengle     | Madison Brengle | 6           | 6           |  |  |              |                 |              |              |              |  |
|  | Zi Yan          | Zi Yan              | Zi Yan          | 2           | 3           |  |  |              | Madison Brengle | 6            | 2            | 3            |  |
|  | 7               | Elena Bovina        | 7               | 5           | 6           |  |  | 7            | Elena Bovina    | 4            | 6            | 6            |  |
|  |                 | Alexandra Stevenson | 65              | 7           | 0           |  |  |              |                 |              |              |              |  |

### Sezione 5
|  | Primo turno     | Primo turno        | Primo turno        | Primo turno | Primo turno |  |  | Ultimo turno | Ultimo turno       | Ultimo turno       | Ultimo turno | Ultimo turno |  |
|  |                 |                    |                    |             |             |  |  |              |                    |                    |              |              |  |
|  | 3               | Chanelle Scheepers | Chanelle Scheepers | 6           | 7           |  |  |              |                    |                    |              |              |  |
|  |                 | Abigail Spears     | Abigail Spears     | 3           | 62          |  |  | 3            | Chanelle Scheepers | Chanelle Scheepers | 3            | 2            |  |
|  | Arina Rodionova | Arina Rodionova    | 1                  | 6           | 7           |  |  |              | Arina Rodionova    | Arina Rodionova    | 6            | 6            |  |
|  | Mandy Minella   | Mandy Minella      | 6                  | 0           | 5           |  |  |              |                    |                    |              |              |  |

### Sezione 6
|  | Primo turno    | Primo turno         | Primo turno         | Primo turno | Primo turno |  |  | Ultimo turno        | Ultimo turno        | Ultimo turno | Ultimo turno | Ultimo turno |  |
|  |                |                     |                     |             |             |  |  |                     |                     |              |              |              |  |
|  | Sharon Fichman | Sharon Fichman      | Sharon Fichman      | 6           | 6           |  |  |                     |                     |              |              |              |  |
|  | Liana Ungur    | Liana Ungur         | Liana Ungur         | 4           | 2           |  |  | Sharon Fichman      | Sharon Fichman      | 6            | 5            | 6            |  |
|  |                | Julija Bejhel'zymer | Julija Bejhel'zymer | 6           | 7           |  |  | Julija Bejhel'zymer | Julija Bejhel'zymer | 3            | 7            | 0            |  |
|  | 6              | Katalin Marosi      | Katalin Marosi      | 0           | 68          |  |  |                     |                     |              |              |              |  |

### Sezione 7
|  | Primo turno       | Primo turno       | Primo turno       | Primo turno | Primo turno |  |  | Ultimo turno | Ultimo turno      | Ultimo turno      | Ultimo turno | Ultimo turno |  |
|  |                   |                   |                   |             |             |  |  |              |                   |                   |              |              |  |
|  | 4                 | Ekaterina Ivanova | Ekaterina Ivanova | 6           | 6           |  |  |              |                   |                   |              |              |  |
|  |                   | Ana Claro         | Ana Claro         | 1           | 2           |  |  | 4            | Ekaterina Ivanova | Ekaterina Ivanova | 6            | 6            |  |
|  | Catarina Ferreira | Catarina Ferreira | Catarina Ferreira | 6           | 6           |  |  |              | Catarina Ferreira | Catarina Ferreira | 1            | 1            |  |
|  | Tara Wigan        | Tara Wigan        | Tara Wigan        | 0           | 4           |  |  |              |                   |                   |              |              |  |

### Sezione 8
|  | Primo turno           | Primo turno           | Primo turno           | Primo turno | Primo turno |  |  | Ultimo turno | Ultimo turno          | Ultimo turno          | Ultimo turno | Ultimo turno |  |
|  |                       |                       |                       |             |             |  |  |              |                       |                       |              |              |  |
|  | Sílvia Soler Espinosa | Sílvia Soler Espinosa | Sílvia Soler Espinosa | 6           | 6           |  |  |              |                       |                       |              |              |  |
|  | Tzipora Obziler       | Tzipora Obziler       | Tzipora Obziler       | 1           | 1           |  |  |              | Sílvia Soler Espinosa | Sílvia Soler Espinosa | 6            | 6            |  |
|  | 5                     | Vitalija D'jačenko    | Vitalija D'jačenko    | 6           | 6           |  |  | 5            | Vitalija D'jačenko    | Vitalija D'jačenko    | 2            | 4            |  |
|  |                       | Joana Pangaio-Pereira | Joana Pangaio-Pereira | 4           | 4           |  |  |              |                       |                       |              |              |  |